# Hakaima Sadamitsu
A Hakaima Sadamitsu (破壊魔定光; Hakaima Szadamicu, ’Szadamicu, a pusztító démon’) Nakahira Maszahiko manga képregénysorozata, amiből egy 10 részes televíziós animesorozat is készült.
Magyarországon az animesorozatot eredeti nyelven, magyar felirattal az A+ csatorna tűzte műsorára 2006 októberétől, majd az Animax is vetítette.

## Történet
A történet főhőse Cubaki Szadamicu, a fiatal vagány, helyi keménylegény, a Holttest Banda nevű, gimnazista bunyósokból álló csapat vezetője. Az életében mindennapos a csetepaté, bandájával együtt megszokta, hogy aki nem tetszik nekik, azt alaposan elverik. Mindez természetesen nem tetszik az iskola csinos, vörös hajú doktornőjének, de hiába próbál hatni a fiúkat. Egy délután azonban egy másik, párhuzamosan zajló párbajra figyelnek fel, amiben két robotszerű lény küzd egymással, s úgy tűnik mindketten elpusztulnak. Ám a látszat csal – egyikük nagyon is életben van. A másik is hagy valamit maga után, egy intelligens sisakot, Roncsot, amit Szadamicu felvéve egy páncélt ölthet magára. Az élete ettől kezdve gyökeresen megváltozik, ugyanis a Földre érkező, „száműzötteknek” (rukeitai) nevezett idegenek begyűjtésének feladata hárul rá.

## Szereplők

### Cubaki Szadamicu
Szinkronhangja: Ueda Júdzsi  (japán), Wayne Grayson (angol)
Cubaki Szadamicu (椿 定光; Hepburn: Sadamitsu Tsubaki) harcias és energikus jellem. Előbb üt, aztán kérdez. Minél erősebb az ellenfél, annál nagyobb benne a szenvedély. Roncs sokszor hiába inti óvatosságra és nagyobb körültekintésre az ifjú harcostársát. Különböző személyiségük sok humor forrása. Az exzsaru tőle telhetően segíti emberfeletti erőt kívánó küldetésében, számos fegyverrel ellátja, és idővel egy eleven motorra is szert tesznek az egyik megmentett és hálás száműzött: Klón személyében.

### Roncs
Szinkronhangja: Jamadzsi Kazuhiro  (japán), Sean Schemmel (angol)
Roncs (ポンコツ; Ponkocu; Hepburn: Ponkotsu; Junk) valójában egy űr-zsaru volt, aki a „száműzötteket”, az intergalaktikus bűnözőket üldözi. Roncs teste, a fejétől eltekintve teljesen tönkrement az utolsó összecsapásban, így helyét Cubaki vette át az élvonalban ő pedig „kísérő” lett. Jelenlegi formája egy sisaknak felel meg, amit a fiú hord a harcban (vagy ha esik az eső és otthon hagyja az ernyőjét). Csak Szadamicu nevezi szemtelenül „Roncs”-nak, a többi szereplő számára ő „Sisak”, vagy több tisztelettel emlegetve „Sisak-szan” (magyarul „Sisak-úr”).

### Kamisiro Jajoi, a keselyű
Szinkronhangja: Tanaka Rie  (japán), Mena Roberts (angol)
Kamisiro Jajoi (神代やよい; Hepburn: Yayoi Kamishiro) titokzatos módon került a Földre. A keselyűk hatalmas erejű, impozáns fegyverzettel rendelkező vadászok, akik egy Föld nagyságú bolygót bármikor képesek lennének elpusztítani. Keselyűt csak kísérő hívhat, de Roncs tagadja, hogy köze lenne a jelenlétéhez. Szükségük van egy hordozótestre, hasonlóan ahhoz, ahogy Roncsot segíti Cubaki. Sorozatos kalandok után derül ki, hogy az emberi teste Kamisiro, egy lány Szadamicu osztályából, aki titokzatos célzásokat tesz rá, hogy ő és a fiú már régebb óta ismerik egymást, mint azt gondolná. Kamisiro az iskolás fiúk egyik bálványa, akit csak távolról mernek imádni, agresszív és határozott fellépése miatt, amivel kirí a többi lány közül.
Rövidre nyírt, sötét haját Kleopátra-frizurában hordja, de pár rakoncátlan tincs szabályosan égnek mered a feje búbján. A szeme sárgán ragyog, a tekintete kevés kivétellel mindig vészjósló.

### Klón
Szinkronhangja: Jamazaki Sigenori  (japán), Sean Elias-Reyes (angol)
Klón (クロン; Kuron; Kulon) első felbukkanásakor véletlenül elrabolja Szadamicu egyik túlbuzgó osztálytársnőjét, akivel később vad száguldozásba fog az autópályán. Klónt többen is el akarják fogni, a rendőrség, maga Szadamicu és egy hatalmas sárga testpáncélba bújt vadász, a „keselyű”. A fiú megmenti mind őt, mind osztálytársnőjét, Klón pedig hálából társául szegődik. Bár nem egy harcias alkat, lobbanékony, és élete értelme a sebesség és mindent megtesz Szadamicuért. A teste áramvonalas, karosszériáján a lila szín dominál. Ugyanúgy szószátyár, mint Roncs, bár Klón stílusa sokkal közelebb esik Cubakiéhoz.

## Médiamegjelenések

### Manga
A mangát Nakahira Maszahiko írta és illusztrálta. Az Ultra Jump magazin publikálta 1999 és 2005 között, majd a Shueisha adta ki 12 tankóbon kötetben.
Kötetek
- 1.: ISBN 4-08-875889-7
- 2.: ISBN 4-08-876015-8
- 3.: ISBN 4-08-876080-8
- 4.: ISBN 4-08-876142-1
- 5.: ISBN 4-08-876211-8
- 6.: ISBN 4-08-876339-4
- 7.: ISBN 4-08-876395-5
- 8.: ISBN 4-08-876496-X
- 9.: ISBN 4-08-876602-4
- 10.: ISBN 4-08-876694-6
- 11.: ISBN 4-08-876803-5
- 12.: ISBN 4-08-877006-4

### Anime
A manga animeadaptációja a Studio Deen és az Aniplex gyártásában készült. Rendezője Óhata Kóicsi, zenéjét Ivaszaki Taku szerezte. A tízrészes sorozatot Japánban a WOWOW csatorna tűzte műsorra 2001. január 17. és 2001. március 21. között. Az Egyesült Államokban a Media Blasters szerezte meg a forgalmazási jogokat.
Magyarországon eredeti nyelven, magyar felirattal az A+ csatorna tűzte műsorára 2006 októberétől, majd az Animax is vetítette.

#### Epizódok
| #  | Epizód címe | Első japán sugárzás | Első magyar sugárzás |
| -- | --- | ------------------- | -------------------- |
| 1  | A verekedés mestere! A küldetés kezdete Kenka dzsótó! Dzsókó szandzsó (喧嘩上等！定光参上; Hepburn: Kenka jōtō! Jōkō sanjō)          | 2001. január 17.    |                      |
| 2  | Az aktivizátor. A feladat sikerült Nagutó isszen! Kaisú kanrjó (撲倒一閃！回収完了; Hepburn: Nagutō issen! Kaishū kanryō)            | 2001. január 24.    |                      |
| 3  | A fogadott testvér. A Klón Satei tandzsó Karon bakuszó (舎弟誕生 駆崙爆走; Hepburn: Shatei tanjō Karon bakusō)                       | 2001. január 31.    |                      |
| 4  | A lángoló férfilélek Moeru otoko no tamasii (燃える男の魂; Hepburn: Moeru otoko no tamashii)                                         | 2001. február 7.    |                      |
| 5  | A férfi végzete a nő Onna va otoko no sinigami (女は男の死神; Hepburn: Onna wa otoko no shinigami)                                   | 2001. február 14.   |                      |
| 6  | A cseresznyefa virága a férfit tévútra viszi Szakura va otoko no majoi hana (桜は男の迷い花; Hepburn: Sakura wa otoko no mayoi hana) | 2001. február 21.   |                      |
| 7  | Aki legény, állja! Otoko, inocsi no kobusi o kurae! (男、命の拳を喰らえ!; Hepburn: Otoko, inochi no kobushi o kurae!)                | 2001. február 28.   |                      |
| 8  | A közös férfibánat Otoko, namida no aiaigasza (男、涙の相合傘; Hepburn: Otoko, namida no aiaigasa)                                   | 2001. március 7.    |                      |
| 9  | A férfi szerelme. Halálos küzdelem Otoko no ai va sitó ai (男の愛は死闘愛; Hepburn: Otoko no ai wa shitō ai)                         | 2001. március 14.   |                      |
| 10 | Férfiak ragyogó csillaga Szora ni kirameku otoko no szeiza (空に煌めく男の星座; Hepburn: Sora ni kirameku otoko no seiza)            | 2001. március 21.   |                      |